# Davide e Golia (Caravaggio)
Il David e Golia è un dipinto a olio su tela (116x91 cm) realizzato tra il 1597 ed il 1598 dal pittore italiano Caravaggio. È conservato nel Museo del Prado.

## Storia e descrizione
L'opera è documentata nelle collezioni reali spagnole nel 1781, all'epoca di re Carlo III. Venne trasferita nel Museo del Prado dalla regina Maria Isabella di Braganza, moglie di Ferdinando VII.
Studi approfonditi sul dipinto non hanno ancora fatto soccombere il dibattito critico circa la sua autografia. Non figura in alcuna biografia contemporanea dell'artista e presenta il problema irrisolto dell'iconografia, alquanto ardua. Rinunciando alle riproposizioni eroiche sollevate sin dal 1400 intorno alla figura di Davide, qui il pittore sceglie di rappresentare l'eroe poco più che bambino, concentrato sui capelli di Golia. Non si indulge sul futuro approfondimento dell'artista sulle espressioni derivate dagli atti di violenza. Si tratta invece di una rilettura del mito tacitamente astratta, in ossequio forse più alla descrizione realistica ed intellettuale che associavano la naturalezza, non tanto alla raffigurazione della cruda realtà, quanto alla collocazione del mito in un'atmosfera quasi gioviale, bucolica, che rinuncia all'imperfezione.
L'unico accenno al non lontano interesse del pittore verso le future ricerche espressive è, nell'angolo sulla sinistra, il pugno stretto del corpo decapitato del gigante.
Il dipinto venne eseguito durante i primi anni di carriera dell'artista, al tempo in cui viveva come membro della famiglia del cardinale Francesco Maria Del Monte.
Il volto di Golia è un autoritratto del pittore. Il pittore conosce abilmente gli effetti della luce e sa giocare con essa; non ritrae fedelmente il chiaroscuro naturale ma evidenzia con i suoi giochi di ombre solo ciò che ritiene importante. Il Caravaggio si ritrae nelle vesti del gigante decapitato perché è un peccatore angosciato, avvezzo ad ogni tipo di vizio ma tutto invaso da un forte senso di colpa cristiano. 
L'autore tornerà a ritrarsi nelle sembianze di Golia quasi tutte le volte che dipingerà lo stesso soggetto.
Una radiografia ha evidenziato che, in origine, il volto di Golia era ben più terrificante, con la bocca e gli occhi spalancati e rivolti verso l'osservatore; la modifica dei tratti somatici fu, forse, suggerita al pittore dai committenti stessi. Inoltre, da come si desume da alcune copie seicentesche (una delle quali,forse autografa ed eseguita in collaborazione con Prospero Orsi), il quadro stesso ha subito un decurtamento su tutti i lati, forse per adattarlo ad una nuova cornice.
Il dipinto e altri due realizzati intorno allo stesso periodo - la prima versione del Sacrificio di Isacco e il primo San Giovanni Battista - vennero portati in Spagna subito dopo la loro esecuzione e qui divennero oggetto di copie e imitazioni da parte degli artisti locali.